# Roztocze (kraina)

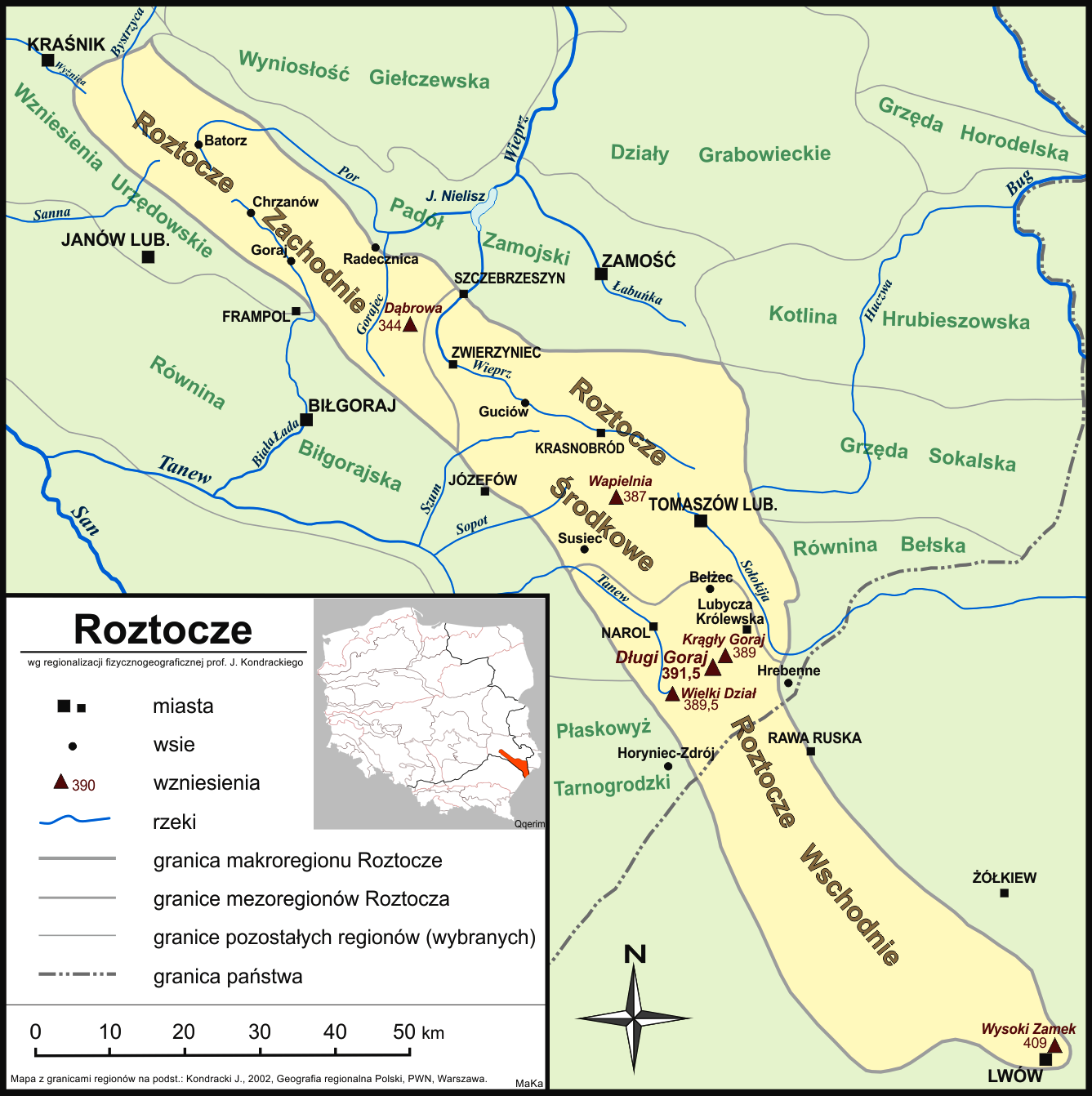
Ogólna mapa Roztocza

Roztocze (343.2) – kraina geograficzna łącząca Wyżynę Lubelską z Podolem, wyraźnie wypiętrzony wał wzniesień, szerokości 12–32 km i długości około 180 km, przebiegający z północnego zachodu, od Kraśnika, na południowy wschód do Lwowa. Roztocze oddziela Wyżynę Lubelską i Wyżynę Wołyńską od Kotliny Sandomierskiej i Kotliny Naddniestrzańskiej.
Najwyższe wzniesienie Roztocza osiąga 414 m n.p.m. (poza granicami Polski), w Polsce najwyższe wzniesienia to Długi Goraj (391,5 m n.p.m.) i Wielki Dział (390,4 m n.p.m.).
Na Roztoczu z uwagi na niepowtarzalne walory przyrodnicze utworzono Roztoczański Park Narodowy, parki krajobrazowe oraz rezerwaty (m.in. Sołokija czy Nad Tanwią).

## Budowa geologiczna i rzeźba
Roztocze zbudowane jest ze skał powstałych w kredzie – margli, opok i wapieni. Na nich zalegają utwory młodsze – osadzone w warunkach płytkiego morza piaski, piaskowce wapniste i wapienie. W epoce lodowcowej na region nasunął się lądolód skandynawski – wskazują na to gliny morenowe, głazy narzutowe.
Roztocze pod względem zróżnicowania rzeźby i budowy geologicznej można podzielić na trzy mezoregiony:
- Roztocze Zachodnie składa się głównie z lessów; lekko sfałdowane wierzchowiny i kontrastujące z nimi zbocza silnie porozcinane dolinami i wąwozami, ciągnącymi się nawet do kilku kilometrów i głębokości powyżej 20 m
- Roztocze Środkowe zbudowane głównie z piasków i wapieni, o dużym zróżnicowaniu krajobrazowym; w przełomach rzek występują skalne progi (szypoty); wewnętrzne partie wzgórz są płaskimi monotonnymi wierzchowinami urozmaiconymi izolowanymi wzgórzami ostańcowymi (np. Wapielnia – 386 m n.p.m. lub Kamień z charakterystycznym zwieńczeniem skałkami)
- Roztocze Wschodnie zbudowane z utworów trzeciorzędowych, o urozmaiconej rzeźbie; występują wzgórza ostańcowe i największe względne różnice wysokości

## Wody powierzchniowe i podziemne
Grzbietem Roztocza biegnie lokalny (w części – również kontynentalny) dział wodny między dorzeczami Bugu i Wieprza (po stronie północnej) oraz Sanu i Dniestru (po stronie południowej). Rzeki mają charakter górskich potoków o wartkim nurcie. Wewnętrzne partie Roztocza cechuje prawie zupełny brak wód powierzchniowych i głębokie zaleganie wód podziemnych. W strefie krawędziowej występują źródła szczelinowe o dużej wydajności i stałej temperaturze 9 °C.

## Klimat
Klimat Roztocza jest zbliżony do kontynentalnego. Opady są umiarkowane (600–650 mm rocznie) i występują zazwyczaj w czerwcu i lipcu, natomiast w sierpniu obserwuje się największe nasłonecznienie.

## Przyroda
Wielkie zasługi dla zachowania pierwotnej przyrody miało utworzenie w XVI w. zwierzyńca obok dzisiejszego miasta Zwierzyniec. Fauna obok pospolitych gatunków obejmuje rzadkie gryzonie, ptaki, płazy i gady.
Flora regionu jest zróżnicowana w zależności od rzeźby, gleb i klimatu. Występują lasy liściaste lipowo-grabowe i bukowo-jodłowe (Roztocze Zachodnie), bory jodłowe (Roztocze Środkowe), bory sosnowe (Roztocze Środkowe i Wschodnie).
Cały obszar Roztocza został w 2010 wyszczególniony przez BirdLife International jako ostoja ptaków IBA. Wszystkie gatunki uwzględnione spełniają kryterium C1 – zagrożone w skali światowej (jedynie derkacz Crex crex), lub C6 – zagrożone w skali europejskiej. Do tych drugich należą bocian czarny (Ciconia nigra), trzmielojad zwyczajny (Pernis apivorus), orlik krzykliwy (Aquila pomarina), puszczyk uralski (Strix uralensis), dzięcioł białogrzbiety (Dendrocopos leucotos), dzięcioł czarny (Dryocopus martius), jarzębatka (Sylvia nisoria) oraz muchołówka mała (Ficedula parva).

## Parki narodowe i krajobrazowe

### W Polsce
- Roztoczański Park Narodowy
- Krasnobrodzki Park Krajobrazowy
- Park Krajobrazowy Lasy Janowskie
- Park Krajobrazowy Puszczy Solskiej
- Południoworoztoczański Park Krajobrazowy
- Szczebrzeszyński Park Krajobrazowy

### Na Ukrainie
- Jaworowski Narodowy Park Przyrodniczy
- Park Przyrodniczy „Rezerwat Roztocze”
- Regionalny Park Krajobrazowy Roztocze Rawskie
- Regionalny Park Krajobrazowy Zniesienie

## Historia
W średniowieczu Roztocze zamieszkiwane było przez zachodniosłowiańskich Lędzian i znajdowało się na pograniczu Małopolski i Rusi, na obszarze tzw. Grodów Czerwieńskich. W wyniku walk polsko-ruskich większa jego część znalazła się w XI wieku w granicach Rusi. Jego lędziccy mieszkańcy zostali wysiedleni przez Jarosława Mądrego lub ulegli zruszczeniu.
Peryferyjne i pokryte gęstymi lasami Roztocze było słabo zaludnione. Dopiero po przyłączeniu Rusi Czerwonej przez Kazimierza Wielkiego nastąpił stopniowy napływ osadników z Małopolski, Lubelszczyzny i Mazowsza. W okresie Rzeczypospolitej Obojga Narodów Roztocze znajdowało się w granicach województw: lubelskiego, bełskiego i ruskiego. Zamieszkiwane było głównie przez ludność polską (na zachodzie) i ukraińską (na wschodzie), w miasteczkach liczni byli Żydzi, występowali także Niemcy, Ormianie i Wołosi. Rozwój regionu hamowały powtarzające się najazdy tatarskie.
Po rozbiorach Roztocze znalazło się w granicach Austrii (Królestwo Galicji i Lodomerii). W 1809 roku jego północną część włączono do Księstwa Warszawskiego, a następnie Królestwa Kongresowego w ramach Cesarstwa Rosyjskiego. W czasie powstania styczniowego było bazą polskich oddziałów partyzanckich (m.in. partii „Lelewela”).
Po odzyskaniu przez Polskę niepodległości w 1918 roku Roztocze wchodziło w skład województwa lubelskiego i lwowskiego.
Podczas kampanii wrześniowej na terenie Roztocza wojska niemieckie rozbiły liczne oddziały polskie, zmierzające w stronę Lwowa (bitwa pod Tomaszowem Lubelskim). Kraina ponownie została podzielona przez granicę, tym razem niemiecko-sowiecką (powstała tzw. Linia Mołotowa). W czasie okupacji Roztocze było terenem działania polskich oddziałów partyzanckich, toczących boje z Niemcami (powstanie zamojskie) oraz ukraińskimi nacjonalistami (partyzanckie walki polsko-ukraińskie). Ostatecznie Roztocze podzielono między Polskę a ZSRR. W latach 1944–1947 usunięto z polskiej części ludność ukraińską (przesiedlenia do ZSRR, później Akcja „Wisła”), a polską z ukraińskiej (Wysiedlenie Polaków ze Lwowa).